# 17cm K 18

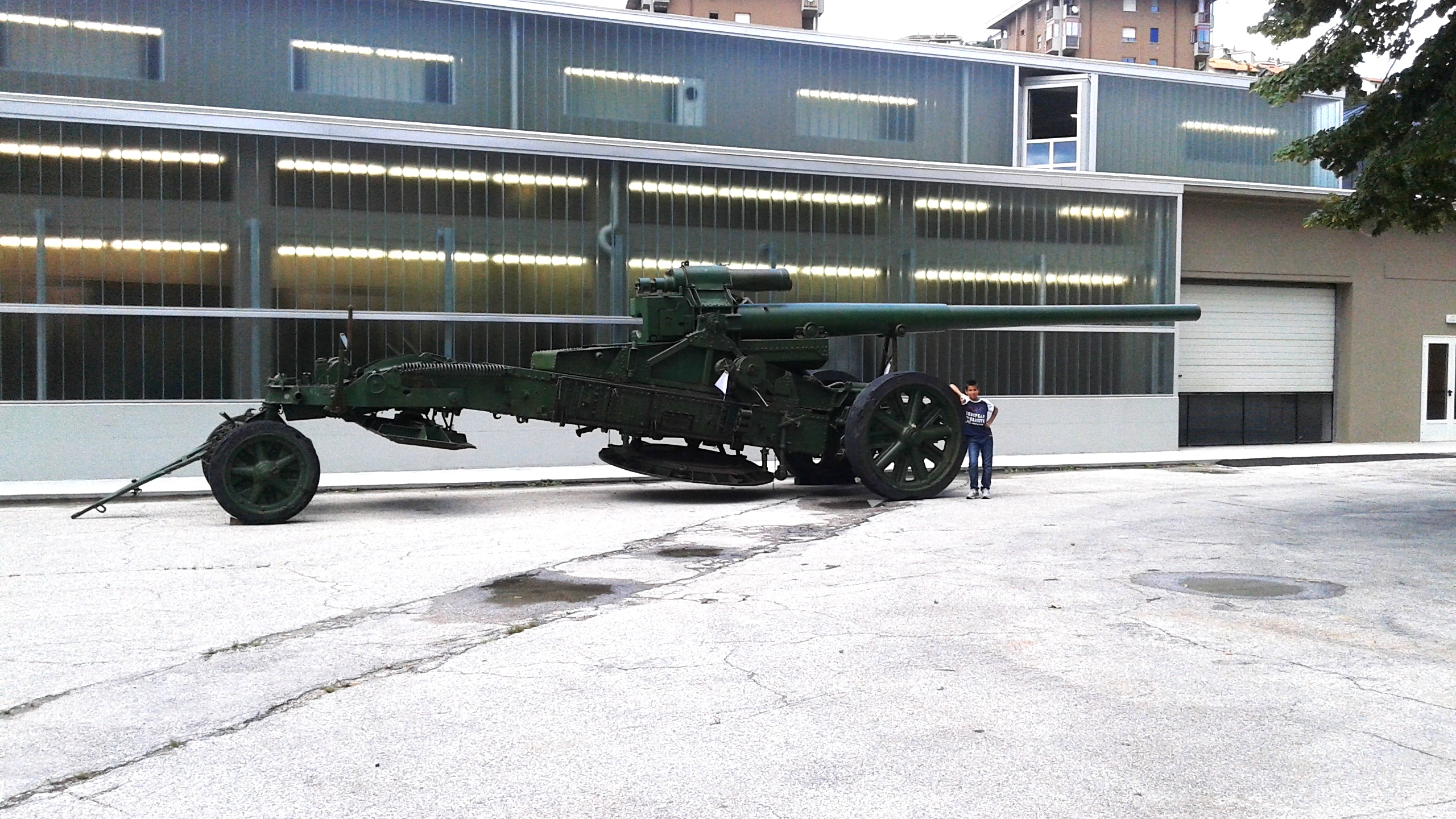
牽引状態の17cm K 18
イタリア、トリエステの「平和のための戦争博物館“ディエゴ デ エンリケス”（Civico Museo della Guerra per la Pace "Diego de Henriquez"）」の展示品

17cm K 18（ドイツ語: 17 cm Kanone 18）とは、第二次世界大戦時にナチス・ドイツが使用した173mm口径の重カノン砲である。

## 概要
17cm K 18は、21cm Mrs 18の後継として軍団司令部直轄の砲兵部隊に配備される重カノン砲としてクルップ社が設計し、1942年から更新配備されていった。21cm Mrs 18は威力は大きいものの射程が短く、東部戦線においてソビエト連邦軍（赤軍）のML-20 152mm榴弾砲やA-19 122mmカノン砲などに射程外から攻撃されることが多々あったためである。
砲架は21cm Mrs 18と共通であり、砲身部のみを新規に設計した発展型である。口径が小さくなった分破壊力には劣るが、射程は2倍以上に延長されたため、超遠距離からの対砲兵砲撃戦をより有利に行えるようになった。
21cm Mrs 18同様、大重量故に長距離運搬時には砲身を外して輸送する必要があり、移動と砲撃の準備を行うのにかなりの困難を伴うことは同様で、本砲が配備される時期になってもドイツ軍では大型大重量の砲を牽引できる装軌式の砲牽引車や支援車両が不足がちであったため、運用が難しいものであることは変わりなかった。
17cm K 18はカタログスペック上では大変優れた砲であったが、高価であった。しかも大重量のため機動性が低く、砲撃や移動の準備に時間がかかるため、撤退や敗走の際には多数が遺棄された。

## スペック
- 口径：173mm
- 全長：8.53m
- 全幅：m

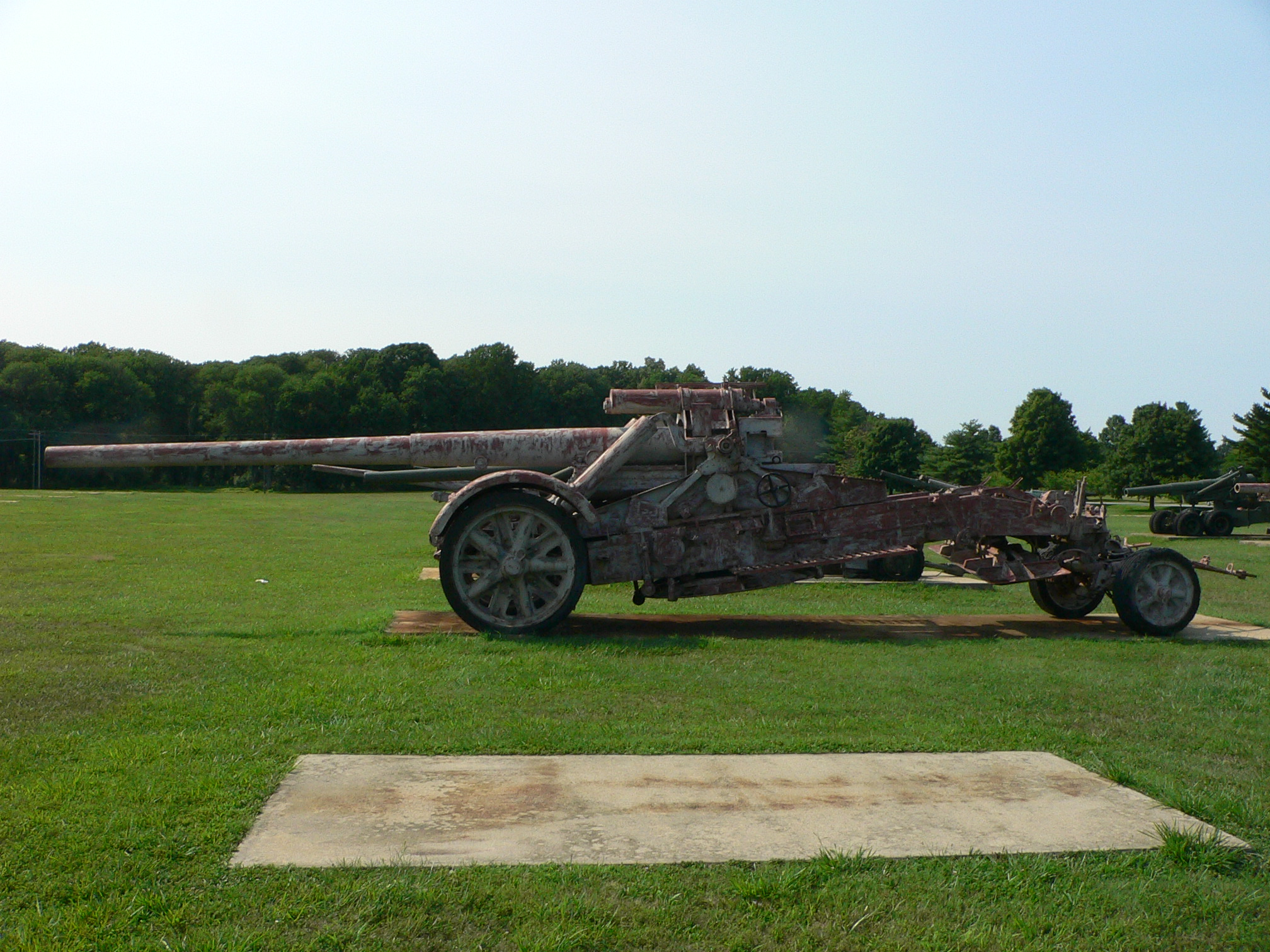
側面から見た17cm K 18

- 重量：17,520kg（砲撃時）/ 23,375kg（牽引時）
- 砲身長：7,868mm
- 仰俯角：-6°~+50°
- 左右旋回角：16°（直接接地）/ 360°（台座上）
- 運用要員：10名
- 発射速度：発/分（最大）
- 射程：29,600m
- 生産期間：1941年~1945年
- 生産総数：338門

## 自走砲型
本砲も21cm Mrs 18同様、その大型大重量故に牽引砲としての運用に困難が多く、戦車車台を流用した自走砲化が構想され、1942年には陸軍兵器局よりティーガーIの車体を利用した自走砲として「ドイツ語: Gerät No　5-1702（17cm k43）：機材番号 5-1702（17cm K43搭載型）」の名称で発注されたが、計画中止となった。
続いて、車体をティーガーIIのものを使用した大型自走砲として「Gerät 809：809号機材」の名称で改めて開発が進められ、これはティーガーIIの車体を流用した自走砲型の車台に、特に大きな変更点なく17cmカノン砲ほか各種の重砲を搭載して運用できるものとして開発され、「G.W. Tiger（Geschützwagen Tiger：ティーガー火砲運搬車」、または「Waffenträger Grille 17：大型兵装運搬車 グリレ17」として開発計画が推進されたが、モックアップの他は試作車1両が製作されたのみに終わった。
本砲を戦車砲として改良したものが「17cm KwK44」の名称でE-100超重戦車の発展型の一つである駆逐戦車型に搭載される構想であったが、計画のみに終わっている。